# Jerónimo Corte-Real
Jerónimo Corte-Real (1533 - 1588) fue un poeta épico portugués de origen noble. Está considerado como el "Virgilio portugués".

## Biografía
Jerónimo Corte-Real nació en las Azores, en la familia de Gaspar Corte Real, navegante que en 1500 y 1501 navegó a Labrador, en Canadá, y al Océano Ártico.
En su juventud Jerónimo luchó en África y Asia según la costumbre entre los nobles en la época. Algunas fuentes afirman que estuvo presente en la batalla de Tánger el 18 de mayo de 1553, en la que murió Pedro de Menezes. Volvió a casa, hacia 1570, y en 1578 puso su espada a disposición del rey Sebastián de Portugal para su expedición en África, pero el monarca lo dispensó de este viaje en atención a su edad.
En 1586 es posible encontrarle en la Misericórdia de Évora. Se casó con D.ª Luísa da Silva, pero no dejó descendencia. Fue enterrado en Évora el 16 de noviembre de 1588.

## Trayectoria
Corte-Real, además de soldado, fue un pintor y un poeta. Se cree que compuso sus obras poéticas en la última parte de su vida, durante su retiro en su mansión junto a Évora. El Segundo Cerco de Diu ("O segundo cerco de Diu", 1574), una epopeya en 21 cantos, trata sobre el histórico asedio de una isla fortificada portuguesa en las Indias Orientales. La Austriada, otro poema épico en 15 cantos, publicado en español en 1578, celebraba la victoria de Juan de Austria sobre los turcos en la Batalla de Lepanto. Felipe II aceptó la dedicatoria de la obra en términos elogiosos, y visitó al poeta cuando viajó a Portugal.
El Naufrágio de Sepulveda, por su parte, es un poema épico en 17 cantos, que describe el trágico naufragio en la cosa de Sudáfrica que costó la vida a D. Manoel de Sepúlveda y a su familia, un desastre al que también dedicó algunas estrofas Luís de Camões en sus Lusíadas. El poema se publicó póstumamente, cuatro años después de la muerte del poeta, y tuvo varias reediciones posteriores, una versión en español aparecida en Madrid en 1624 y otra francesa en París en 1844. El Auto dos quatro novíssimos do homem es un corto poema impreso por primera vez en 1768.
Excepto el Naufragio de Sepulveda, que goza de una alta estima en Portugal, las poesías de Corte-Real no han resistido el paso del tiempo, y los críticos les han negado el valor que sus contemporáneos vieron en ellas. En vida, Corte-Real llegó a ser considerado casi como un igual de Camoens, pero lo cierto es que sus extensas obras épicas sufren por la irregularidad de su inspiración, y están excesivamente recargadas de epítetos, aunque contienen algunos episodios de considerable mérito, pasajes descriptivos vigorosos y coloridos, y una dicción pura.